# Ímbrice

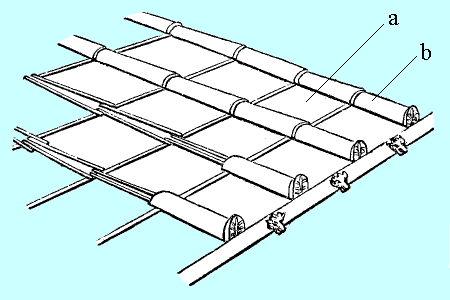
Tejas: a) tégula, b) ímbrice. Al extremo de los ímbrices pueden verse antefijas.

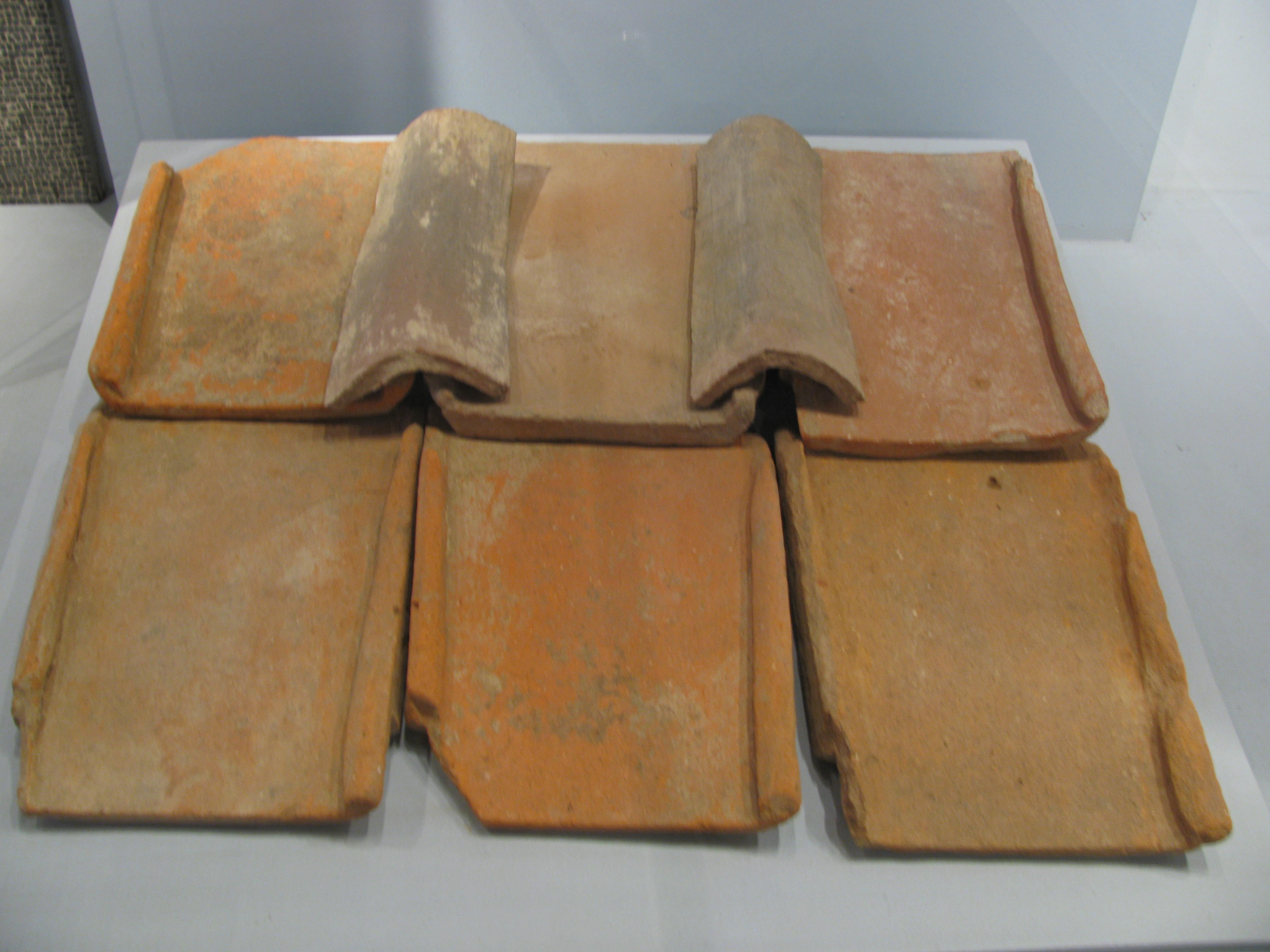
Dos ímbrices sobre varias tégulas (tegulae) - Museo de Feurs.

Un ímbrice (del latín imbrex, "teja" y esta del latín imber, "lluvia") es una teja curva, estrechamente relacionada con la teja tégula, que mediante superposiciones son utilizadas en la arquitectura de la Antigua Grecia y de la Antigua Roma para cubrir los edificios.
Cada tégula se superpone con la que está debajo de ella y sus bordes elevados laterales se estrechan para acomodarse al borde superior de la teja inferior. Cada ímbrice curvo cubre las protuberancias laterales de las junturas formadas por tégulas adyacentes. 
Los ímbrices y tégulas se hicieron predominantemente de arcilla cocida, aunque a veces también se utilizó  mármol, bronce o en color dorado. En Roma, reemplazaron a las tejas de madera y fueron usados en casi todos los tipos de estructuras, desde humildes dependencias hasta grandes templos o instalaciones públicas.
La cubierta generalmente estaba rodeada por antefijas, que a menudo llevaban una decoración en forma de palmeta (anthemia) o cara para cubrir cada extremo de la hilera de ímbrices. 
El concepto de techado con ímbrices y tégulas en la construcción de cubiertas a dos aguas todavía se usa hoy en día como una característica internacional de estilo y diseño, y es el origen del término "imbricación" como forma de disponer elementos en capas superpuestas parcialmente que ha derivado en un adorno arquitectónico que se parece a las escamas de peces.

## Historia y desarrollo

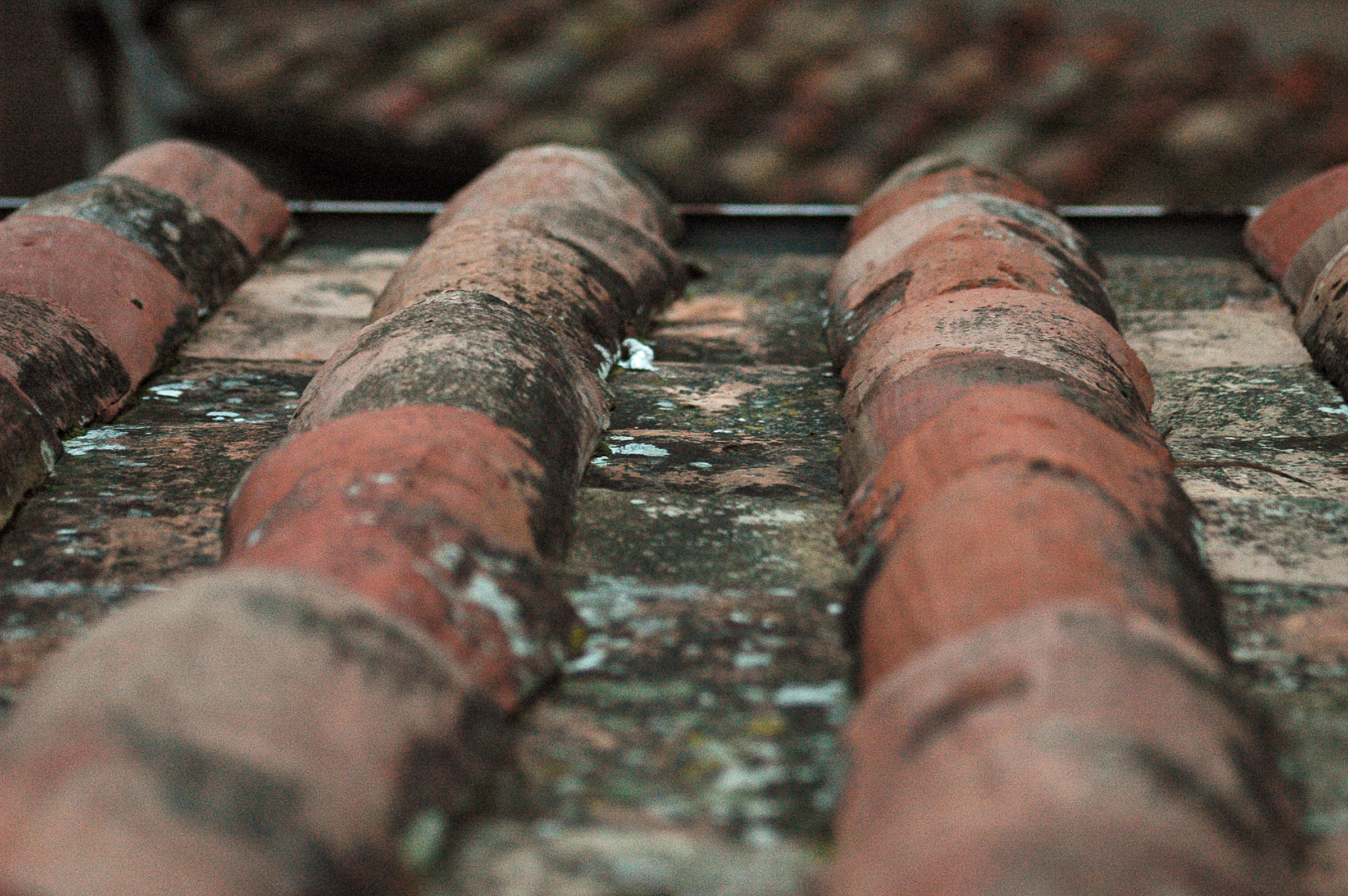
Ímbrices y tégulas todavía en uso en la Roma de 2005.

Los ímbrices y tégulas fueron utilizados por primera vez por los antiguos griegos. Lo mismo que los ladrillos, se hacían con arcilla húmeda en un molde de cuatro lados, a menudo formado con alambre, y luego cocido en un horno o kiln. Se desarrollaron moldes más sofisticados a lo largo del tiempo.
Junto con las tégulas, los ímbrices completaron la impermeabilización del tejado al arquearse sobre las juntas entre los bordes verticales de las tégulas, dividiéndolo en canales. El agua de lluvia fluía de los ímbrices curvos a los canales y hacia abajo sobre las superficies de las tégulas, y descendía al canalón (canalis). En la arquitectura formal, los canalis tenían una pieza frontal lisa u ornamentada en lo alto del entablamento, inmediatamente encima de la cornisa. La abertura semicircular en la parte delantera del ímbrice inferior, a menudo estaba rematada con un frontón ornamental, y los caños que drenaban los canalones estaban frecuentemente decorados con cabezas de leones (capita leonina) u otras caras fantásticas o grotescas.
En época romana, se fabricaron muchas tejas bajo los auspicios de sus legiones, estampándolos con un sello con la insignia de la legión. El diseño y las marcas encontradas en yacimientos arqueológicos son muy útiles para fechar los lugaress e identificar a sus habitantes. Así, una excavación arqueológica de 1993 en Merseyside, Inglaterra, descubrió más de 300 kg de tejas y restos de kiln. Algunas de las tegulae tenían el sello estampado con la insignia 'LXXVV' de la Legio XX Valeria Victrix. Los romanos también reciclaban frecuentemente tejas rotas para incorporarlas al hormigón romano.
Posteriormente, la teja denominada árabe o morisca, es considerada la heredera directa del ímbrice romano.